# Дупе-Дял (Куч, Муреш)
Дупе-Дял (рум. După Deal) — село у повіті Муреш в Румунії. Входить до складу комуни Куч.
Село розташоване на відстані 272 км на північний захід від Бухареста, 28 км на захід від Тиргу-Муреша, 55 км на південний схід від Клуж-Напоки, 143 км на північний захід від Брашова.